# Shinsen gumi
Le Shinsen gumi (新選組, « groupe nouvellement sélectionné ») était un groupe de samouraïs de la fin du shogunat Tokugawa.
Principalement composé de rōnins, le Shinsen gumi était responsable de la sécurité de Kyoto pendant les événements du Bakumatsu (1853-1868), d'abord sous l'autorité de Matsudaira Katamori, puis directement sous celle du shogun. Lors de la dégradation du conflit, le groupe fut l'un des derniers remparts du Bakufu, avec le domaine d'Aizu, face aux impérialistes des ishin shishi. Leur renommée est associée à l'efficacité d'une organisation de guerriers très compétents soumis à un règlement basé sur un code d'honneur strict.
Le Shinsen gumi se composait de dix divisions avec, à sa tête Kondō Isami, jusqu'à sa mort en 1868 ; le groupe fut ensuite dirigé par Hijikata Toshizo. L'organisation comptait parmi ses meilleures recrues les capitaines Okita Sōji, Saitō Hajime et Nagakura Shinpachi.
Les rares survivants continuèrent néanmoins à servir le gouvernement de Meiji dans des carrières ayant un lien avec le maintien de l'ordre.

## Contexte historique
L'arrivée du commodore Matthew C. Perry dans la baie de Tokyo en juillet 1853 plongea le Bakufu dans la tourmente. Plusieurs volontés s'affirmèrent : ceux qui voulaient trouver un compromis avec les étrangers, l'empereur qui souhaitait les renvoyer et les daimyos qui voulaient la guerre. En l'absence de consensus, le Bakufu finit par accepter les demandes de Perry en ouvrant le Japon au commerce extérieur, tout en faisant des préparations militaires internes.
Se développe alors massivement le Sonnō jōi, « Révérer l'empereur, expulser les barbares », une philosophie politique dérivée du néo-confucianisme. Ce slogan vient du mélange de la théorie de la loyauté absolue à l'empereur et de la crise d'identité que subit le Japon lors du traité de Kanagawa de 1853. Il devint un cri de ralliement dans les provinces de Chōshū et de Satsuma.
Ce sentiment prend même le pas sur les appartenances claniques puisque nombre de samouraïs quittèrent leur domaine malgré la menace de peine de mort pour désertion. Ces samouraïs devenus rōnin se réunirent à Kyoto et commencèrent à causer de plus en plus de troubles dans la capitale.

## Rōshi gumi
Certains partisans du sonnō jōi voulaient exploiter les technologies étrangères afin de mieux combattre les puissances occidentales. Pour cela, ils s'allièrent avec le Bakufu qui, lui, trouva opportun d'employer ces rōnin plutôt que de supporter leur présence errante dans Kyoto. Ainsi furent formés en 1863 des roshi-tai ou rōnin-tai, un groupe de guerriers engagés sous les ordres du Bakufu. Un curieux concours de circonstances fit que Hachiro Kiyokawa soit dépêché pour recruter les rōnin, ce dernier étant en fait contre le Bakufu. Les tests d'entrée étaient basés sur une évaluation du niveau de kenjutsu.
Dans la province de Tama, près d'Edo, au Shieikan, on enseignait une école de sabre appelée le Tennen Rishin-ryū. Kondo Isami, héritier de Kondō Shūsuke, en était le maître. Parmi ses élèves et amis se trouvaient Hijikata Toshizō, Okita Sōji et Inoue Genzaburō. Ceux qui fréquentaient occasionnellement le dojo étaient Yamanami Keisuke, Tōdō Heisuke, Harada Sanosuke et Nagakura Shinpachi. Ardents patriotes, ils répondirent à l'appel des roshi-tai de Hachiro Kiyokawa.
À Kyoto, Serizawa Kamo attendait d'être exécuté à la suite de sa participation à la rébellion de Mito. Mais il fut épargné par Kiyokawa qui avait besoin de rōnin expérimentés pour son groupe de gardes du corps du shogun Tokugawa Iemochi en vue d'un voyage historique à Kyoto. Serizawa rejoint Kiyokawa avec ses amis du Tengu-to (un groupe extrémiste jōi), Niimi Nishiki, Noguchi Kenji, Hirayama Goro et Hirama Juusuke. Il est désigné officier.
Le groupe s'appelle alors le Rōshi gumi. Lors du voyage d'Edo vers Kyoto, Kondo fut chargé des réservations d'auberge pour les deux cent trente-quatre rōnin. Un jour, il oublia une chambre pour Serizawa, en réaction, ce dernier mit le feu à l'auberge.

### Scission du groupe à Kyoto
Bien que s'affichant pro-Bakufu, en réalité, Kiyokawa souhaitait utiliser ses rōnin au service de la faction impérialiste révolutionnaire. Les Roshi gumi arrivèrent à Kyoto en février 1863 et logèrent au village de Mibu. Quelques jours plus tard, Kiyokawa demanda aux rōnin de retourner à Edo afin de servir la cause de l'empereur. Serizawa, Kondo et leurs amis refusèrent. Après une rixe, le Rōshi gumi repartit à Edo laissant treize hommes sur place, dont Kondo et Serizawa. Kiyokawa prévoyait de se servir de son nouveau groupe, le Shincho gumi, pour attaquer le comptoir étranger de Yokohama. Le Bakufu eut vent de la trahison et fit assassiner Kiyokawa par Sasaki Tadasaburo, chef du Kyoto mimawarigumi.
En fait, Kondo et Serizawa avaient passé un accord secret avec Matsudaira Katamori, le daimyo d'Aizu et commissaire militaire de Kyoto qui les nomma défenseurs de Kyoto. Ils se firent appeler Mibu roshi gumi. Mais le groupe était sans ressources ni salaire, ce qui explique en partie l'accroissement de l'extorsion et du racket exercé par certains bushi sur les commerçants de Kyoto.

### Première organisation

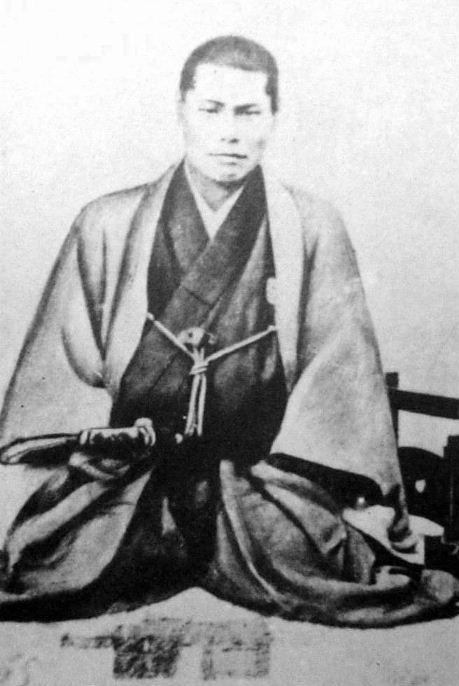
Kondō Isami.

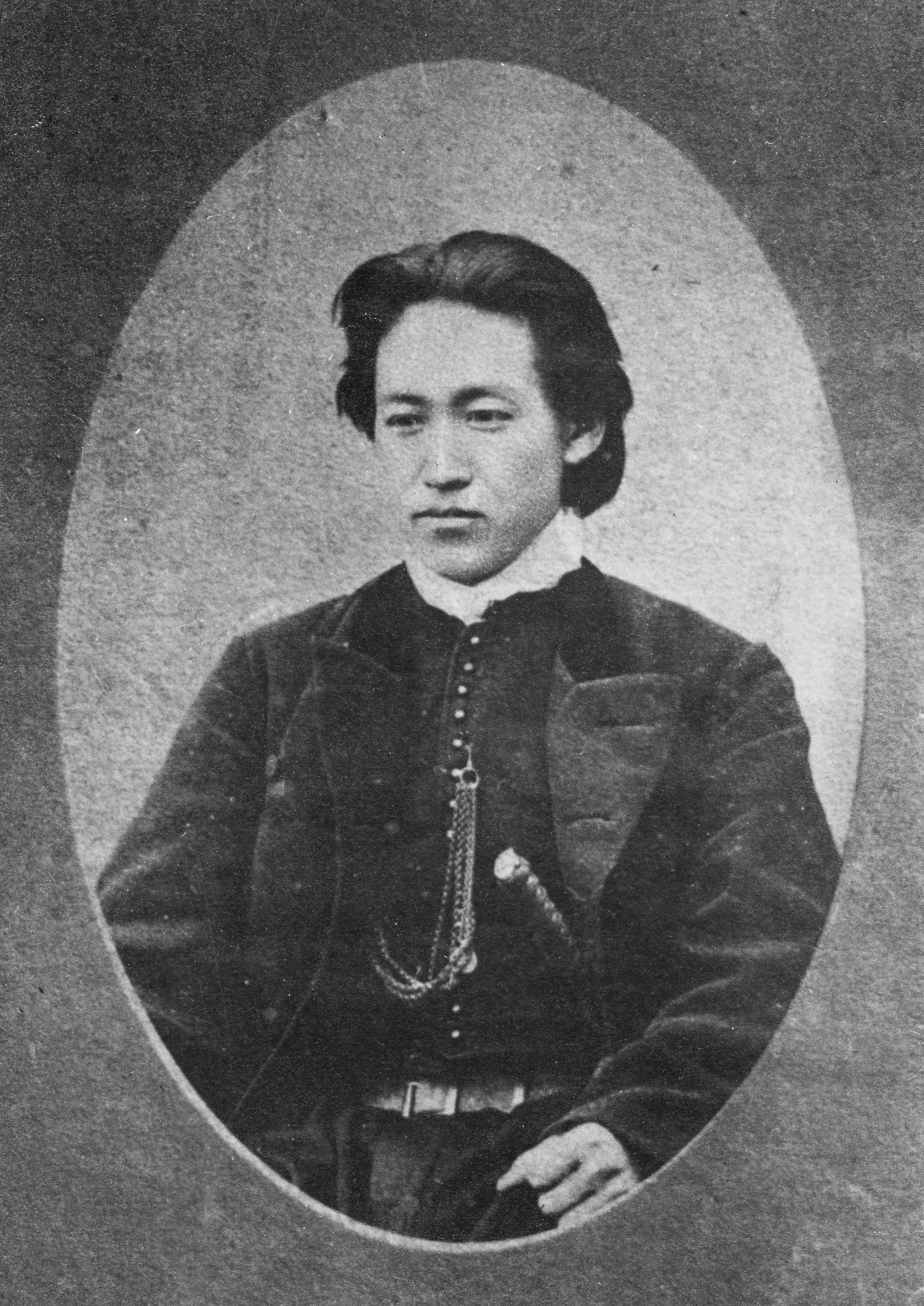
Hijikata Toshizō.

Les treize rōnin recrutent soixante-dix nouveaux membres venant de Kyoto, d'Osaka et des alentours et hiérarchisent leur groupe.
- Kyokuchō (capitaines) : Serizawa Kamo (menkyo kaiden du Shindō Munen-ryū) ; Kondō Isami ((shihan et soke du style Tennen Rishin-ryū, dojo Shieikan) ; Niimi Nishigi (menkyo kaiden du Shinto Munen ryu).
- Fukuchō (vice-capitaines) : Hijikata Toshizō (mokuroku du Tennen Rishin-ryu) ; Yamanami Keisuke (menkyo kaiden du Hokushin Itto-ryu).
- Jokin (caporaux) : Okita Sōji (menkyo kaiden du Tennen Rishin-ryu) ; Nagakura Shinpachi (menkyo kaiden du Shinto Munen-ryu) ; Harada Sanosuke (menkyo kaiden du Taneda Houzouin-ryu) ; Tōdō Heisuke (Hokushin Itto-ryu mokuroku) ; Inoue Genzaburō (mokuroku du Tennen Rishin-ryu) ; Hirayama Goro (menkyo kaiden du Shinto Munen-ryu) ; Noguchi Kenji (mokuroku du Shinto Munen-ryu) ; Hirama Juusuke (mokuroku du Shinto Munen-ryu) ; Saito Hajime (maître du Mugai-ryu ou Itto-ryu) ; Ogata Shuntaro ; Yamazaki Susumu (maître du Kadori-ryu) ; Tani Sanjuuro (Taneda Houzouin-ryu) ; Matsubara Chuuji (Tadaji) (maître du Sekiguchi-ryu) ; Ando Sotaro.
- Chouyaku narabi kansatsu gata (espionnage) : Shimada Kai ; Kawashima Shouji ; Hayashi Nobutaro.
- Kanteiyaku narabi konida gata (logistique) : Kishima Yutaro ; Okan Yabee ; Kawai Kitaro ; Sakai Hyougo.

### Troubles internes
Si les hommes de Kondō étaient l'âme du Rōshi gumi, Serizawa détenait en réalité les connexions nécessaires afin de le faire connaître.
Mais, très vite, le comportement de certains membres posa problème. C'était le cas de Serizawa : il fréquentait les maisons closes, provoquait des duels et rackettait les commerçants. Cette violence, concurrente des rōnin qui sillonnaient la capitale, fut à l'origine du surnom du groupe, Miburo (les loups de Mibu), du terme Miburōshi (rōnin de Mibu). Il était ainsi entaché d'une terrible réputation dans Kyoto, réputation qui persista bien après la mort de Serizawa. Le code de conduite établi par la suite sera un moyen sévère de laver cette réputation et d'instaurer de l'ordre au sein des bushi.
Lorsque Serizawa amena une prostituée dans les quartiers du Rōshi gumi, Kondō et Hijikata décidèrent d'en finir avec lui à la première occasion. Le souvenir de l'incendie lors du voyage vers Kyoto était encore vivace. Un incident similaire survint alors dans une autre auberge. Niimi et Serizawa exigèrent du tenancier des réductions de tarif et des avantages et, face à son refus, ils décidèrent de se venger. Hijikata ne put amasser suffisamment de preuves que contre Niimi, qui fut contraint au seppuku.
À partir de ce moment, les hostilités entre Kondō et Serizawa ne cessèrent de croître en intensité. Un autre incident éclata : depuis le mois de juin[Quand ?], les anti-bakufu du Tenchu gumi rackettaient les marchands qui commerçaient avec les étrangers. Un marchand demanda la protection de la police de Kyoto qui envoya le Roshi gumi. Mais, voulant doubler sa protection, il engagea un guerrier de la famille de Daigo, proche de l'empereur. Furieux, Serizawa ordonna d'incendier le magasin, observant le spectacle du toit d'une maison voisine.

## Shinsen gumi

### Rébellion des portes Hamaguri
Le 20 août 1864, aux portes du palais impérial de Kyoto, les rebelles se rangeant sous le slogan Sonnō jōi tentèrent de contrôler l'empereur lui-même pour restaurer le trône impérial. Durant la sanglante répression qui s'ensuit, le clan du domaine de Chōshū est tenu pour responsable de l’insurrection. Les domaines d'Aizu et de Satsuma mènent la défense du palais impérial durant la bataille.
Lors de ce coup d'État, Nomura Sahyoue, un fonctionnaire d'Aizu, demanda la présence du Roshi gumi afin de protéger les portes du palais impérial. Les portes de Hamaguri étaient déjà gardées par des soldats du clan sommant Kondō et Serizawa de s'identifier. Seuls les officiers d'Aizu purent éviter un conflit. Le Shinsen gumi se vit recevoir l'ordre de garder le palais de Sendo et la porte sud.
Avec l'autorisation de l'Empereur, le Rōshi gumi prit le nom officiel de Shinsen gumi.

### Exécution de Serizawa
Avec cette prise de fonction officielle du groupe, leur supérieur Matsudaira Katamori ordonna la mort de Serizawa, notamment à cause de l'incident du magasin. Kondō et Hijikata élaborèrent un plan pour se débarrasser de Serizawa et de son groupe. Niimi fut le premier à disparaître, il est possible cependant qu'il fut exécuté par Okita.
Le 18 septembre 1863, profitant d'une célébration, Kondō et Hijikata mirent leur plan à exécution. Serizawa, ivre, rentra à Mibu avec Hirayama Goro et Hirama Juusuke. Okita et Hijikata exécutèrent Serizawa et sa maîtresse. Hirayama fut tué par Harada et Yamanami, Hirama parvint à s'enfuir dans la nuit.
Les hommes exécutés furent enterrés lors d'une cérémonie officielle et on accusa des bandits du crime. Leurs tombes se trouvent aux côtés de celles des autres membres du Shinsen gumi à Mibu.

### Leur mission
Le mouvement grandit en effectif. Les bushi qui y entraient en sortaient soit par mort au combat, soit par décapitation, par suicide ou par assassinat. Après l'affaire Serizawa, Kondō et Hijikata furent déterminés à mieux sélectionner les candidats, non seulement en durcissant les conditions d'entrée, mais aussi en éliminant tous ceux qui s'éloignaient du bushido.
La sélection se faisait par combat au shinai puis les meilleurs affrontaient les instructeurs du groupe.
Le Shinsen gumi était principalement une milice patrouillant dans Kyoto pour y maintenir la paix. Sa façon de combattre visait à l'efficacité, à l'image du Tennen Rishin-ryū, le style de combat du Shiekan kondo. Tout rōnin ne faisant pas partie du Shinsen gumi était suspect et devait s'identifier lors d'un contrôle.

### L'affaire Ikedaya
Deux mois avant juin 1864, le Shinsen gumi suspectait nombre d'habitants de Kyoto de couvrir la présence d'impérialistes de Chōshū et d'Higo dans la ville, mais leur activité restait inconnue. Les espions du Shinsen gumi découvrirent dans un hangar des fusils et de la poudre. Le propriétaire, dont le vrai nom était Furutaka Shuntaro, un shishi de Chōshu, fut capturé la veille de l'affaire.
Il fut interrogé et, selon les rumeurs, peut-être torturé par Hijikata, révélant le plan de brûler la ville de Kyoto, d'assassiner Matsudaira Katamori, de capturer l'empereur et l'amener au domaine de Chōshu. Soucieux d'éviter un massacre, Kondō sollicita le clan Aizu. Le Shinsen gumi, ignorant le lieu de la réunion secrète, décide la séparation en deux groupes et la fouille de toutes les auberges. Les deux groupes ne comportaient qu'une dizaine d'hommes chacun. Le groupe de Kondō se dirigea vers l'auberge d'Ikedaya. Le second se dirigea vers l'auberge de Shikoku.
Vers 22 h, Kondō entra par la porte arrière et demanda à consulter le registre des clients. Le propriétaire donna l'alerte. Kondō, Okita et Nagakura montèrent au deuxième étage et découvrirent une trentaine de shishi pendant que les autres Shinsen gumi bloquaient les sorties. Le groupe d'Hijikata rejoignit l'auberge un peu plus tard. La bataille dura deux heures. Il y eut un mort du côté du Shinsen gumi et sept parmi les impérialistes ; vingt-trois furent arrêtés. Les samouraïs du clan Aizu arrivèrent sur les lieux bien trop tard, et le Shinsen gumi seul reçut le crédit de l'arrestation.

### Nouvelle hiérarchie
Le groupe gagna très rapidement en popularité après cette escarmouche, et de plus en plus de membres vinrent compléter ses rangs, notamment Ito Kashitaro (menkyo kaiden du shinto Munen Ryu et du Hokushin Itto). Mais, avec 300 membres à son apogée, le Shinsen gumi fut réorganisé en 1865 autour d'une hiérarchie mieux articulée, comprenant toujours à sa tête les hommes du départ, ceux de Kondo. C'est la hiérarchie la plus célèbre :
Sochō (commandant)
- Kondō Isami

Fukuchō (vice-commandant)
- Hijikata Toshizō

Sanbō (conseiller en stratégie militaire)
- Ito Kashitaro

| Bantaï kumichō (capitaines) 1. Okita Sōji 2. Nagakura Shinpachi 3. Saito Hajime 4. Matsubara Tadaji 5. Takeda Kanryūsai 6. Inoue Genzaburō 7. Tani Sanjyuro 8. Tōdō Heisuke 9. Suzuki Mikisaburo 10. Harada Sanosuke | Gochō (caporaux) - Shimada Kai - Kawashima Shouji - Hayashi Nobutaro - Okuzawa Eisuke - Maeno Goro - Abe Juuro - Kayama Takehachiro - Ito Tetsugoro - Kondo Yoshitaku - Kumebe Masachika - Kano Washio - Nakanishi Nobori - Ohara Kozo - Tomiyama Yabee - Nakamura Kosaburo - Ikeda Kotaro - Hashimoto Kaisuke - Ibaragi Tsukasa | Instructeurs de kenjutsu - Okita Sōji - Ikeda Kotaro - Nagakura Shinpachi - Tanaka Torazo - Arai Tadao - Yoshimura Kan-Ichiro - Saito Hajime - Hattori Takeo Instructeurs de jujutsu - Shinohara Tainoshin - Matsubara Tadaji - Shinoda Sataro Espions - Shinohara Tainoshin - Yamazaki Susumu - Arai Tadao - Ashiya Nobori - Yoshimura Kan-Ichiro - Ogata Shuntaro | Instructeurs d'artillerie - Kiyohara Kiyoshi - Abe Juro Instructeur de cavalerie - Yasutomi Saisuke Instructeur de lance - Tani Sanjuro Professeurs de littérature/culture - Ito Kashitaro - Ogata Shuntaro - Mounai Yunosuke - Takeda Kanryusai - Tanba Yuzo |

Il y avait deux caporaux (gochō) sous les ordres de chaque capitaine (kumichō).

### Autres troubles internes
Fin 1864, Yamanami Keisuke s'isola progressivement de Kondo et de Hijikata en se rapprochant de la doctrine Sonno. En février 1865, il déserta subitement mais fut capturé facilement par Okita. Celui-ci lui laissa une chance de fuir mais Yamanami refusa et fut contraint au seppuku. Bien qu'il semble avoir choisi le suicide, la dureté du jugement imposée à Yamanami fut mal ressentie par les autres membres, notamment Ito Kashitaro.
D'autres incidents émaillèrent la vie interne du Shinsen gumi. Peu de temps après l'affaire Ikedaya, Nagakura déposa une pétition contre Kondo auprès de Matsudaira Katamori qui parvint néanmoins à les réconcilier. Matsubara Tadaji, capitaine de la 4e unité, impliqué dans une histoire de mœurs se fit seppuku. Kawai Kisaburo fut exécuté, ne pouvant justifier une erreur importante dans la comptabilité. Tauchi Tomo fut exécuté parce qu'il avait été blessé par l'amant de sa femme et s'était enfui. Takeda Kanryuusai, capitaine de la 5e unité, tenta de s'allier avec Satsuma et déserta. Il fut rattrapé et exécuté par Saito.
Le Shinsen gumi changea ses quartiers et déménagea en territoire hostile, au temple Nishi-Hongan-ji. Les moines du temple étaient des sympathisants tobaku, anti-bakufu.

### Ito Kashitaro et Goryo Eji
Le conflit interne le plus dommageable fut le départ du conseiller militaire Ito, recruté en 1864, départ aux conséquences funestes et qui marque un tournant dans l'histoire de la milice.
Goryo eji, « gardiens du tombeau de l'empereur », est un groupe créé par Ito en mars 1867, à la suite de la mort de l'empereur, afin de quitter le Shinsen gumi en contournant le règlement. Ito était Sonnō jōi et saisit cette occasion pour affaiblir l'organisation et se rapprocher du clan Satsuma. Cependant, Kondo et Hijikata placèrent au sein du nouveau groupe un espion, Saito Hajime, qui leur envoya des rapports détaillés révélant un projet d'assassinat de Kondo.
Le 18 novembre, le groupe d'Ito fut exécuté lors de l’affaire Aburanokoji. Ito Kashitaro, Hattori Takeo et Todo Heisuke furent tués. Saito y gagna une réputation détestable et l'incident ne fut pas oublié. Okita échappa de peu à la mort et Kondo fut blessé par balle à l'épaule lors d'une tentative d'assassinat par les membres survivants.

## Guerre de Boshin
Le 2 janvier 1866, une alliance se crée entre Satsuma et Choshu, grâce à la médiation de Sakamoto Ryoma, Kido Takayoshi (aussi nommé Katsura Kogoro) et Saigo Takamori. Tokugawa Yoshinobu abandonna ses fonctions de shogun fin 1867, rendant ainsi formellement le pouvoir gouvernemental à l'empereur. Satsuma et Chōshū obtinrent un arrêté impérial contre Yoshinobu qui fut démis de ses terres et de ses biens. Yoshinobu s'y opposa puis mobilisa des troupes pour transmettre son message de protestation à la cour. Quand les forces de Tokugawa arrivèrent aux abords de Kyoto, on leur refusa l'entrée et les troupes de Satsuma et Chōshū les attaquèrent, déclenchant la première confrontation de la guerre de Boshin.
Le 15 novembre 1867, Sakamoto Ryoma et Nakaoka Shintaro furent assassinés à Oumiya. Le Shinsen gumi fut soupçonné avec de fausses preuves, les responsables étaient en fait membres du Mimawari gumi. En décembre, le Shinsen gumi fut impliqué dans l'affaire de Tenmaya, une tentative d'assassinat par les hommes de Tosa sur la personne de Miura Kyutaro, un officiel du Bakufu, soupçonné à tort d'avoir commandité la mort de Ryoma.
Le 3 janvier 1868 éclate la bataille de Toba-Fushimi. Le Shinsen gumi y essuya de lourdes pertes, comprenant Inoue Genzaburō et Yamazaki Susumu. Le groupe se replia au château d'Osaka puis à Edo et se réorganisa. Isami Kondo était capitaine ; Hijikata Toshizo, le vice-capitaine ; Sôji Okita, Nagakura Shinpachi, Harada Sanosuke, Ogata Shuntaro et Saito Hajime, les capitaines d'unités et assistants du vice-capitaine ; Ooishi Kuwajiro et Kawamura Hayato étaient chargés de l'investigation ; Shimada Kai, Hayashi Nobutaro, Kohara Kozo, Kondo Gisuke, Shimura Takezo, Kumebe Masachika, Ozeki Seiichiro, Maeno Goro, Nakamura Kosaburo, Kakeigata, Kishijima Yutaro, Yauchi Kennosuke, Nakamura Gendo, Ootani Isao, Yasutomi Saisuke et Kanzaki Kazujizo étaient caporaux.

### La fin du Shinsen gumi
Le 28 février 1868, le Shinsen gumi devient le Koyo chinbutai. Le 6 mars, la défaite à la bataille de Kōshū-Katsunuma entraina la retraite du Shinsen gumi à l'auberge d'Ookubo Shuzen. Cependant, lorsqu'il est décidé de se diriger vers Aizu, Nagakura et Harada quittèrent le groupe.
Le 1er avril, le reste du Shinsen gumi se dirige vers Nagareyama et le 3, ils sont encerclés par l'armée impériale. Kondo Isami, sous le nom d'Ookubo Yamato, est capturé le 25 avril. Étant fils de paysan, il n'est pas autorisé à se faire seppuku et est décapité. Sôji Okita meurt de tuberculose à Edo deux mois plus tard.
En avril, Hijikata rejoint Ōtori Keisuke pour former la dernière armée du Bakufu. Après une défaite à Utsunomiya, celle-ci se replie à Aizu. Hijikata est blessé et Yamaguchi Jiro (Saito Hajime) prend la tête du Shinsen gumi. C'est alors que se produit la dernière scission de l'organisation entre Saito, qui préfère combattre au côté d'Aizu, et Hijikata qui suit Enomoto Takeaki. Malgré une tactique de guérilla, le groupe de Saito perd la bataille de la passe de Bonari le 21 août, se repliant de nouveau au château d'Aizuwakamatsu. Les forces d'Aizu sont finalement assiégées en octobre 1868.
Le 20 octobre, Hijikata et les derniers survivants du Shinsen gumi arrivent à Hokkaidō. Le 15 décembre, il[Qui ?] est désigné ministre des Armées de la République indépendante d'Ezo dirigée par Enomoto Takeaki. Mais le gouvernement Meiji attaque Hokkaidō, les forces impériales progressent vite vers Ezo et gagnent la bataille de la baie de Hakodate, encerclant la forteresse Goryōkaku. Takeaki Enomoto décide de se rendre le 30 juin 1869.
Toshizo Hijikata est tué par balle lors de la bataille et sa mort marque la fin définitive du Shinsen gumi.

## Uniformes

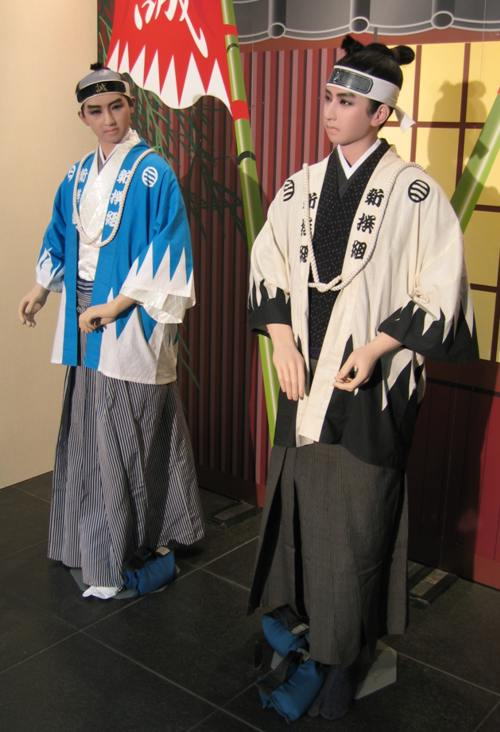
Haori du Shinsen gumi.

Leur uniforme le plus célèbre est le haori frappé du caractère makoto (« sincérité »). Plus tard, ils adoptèrent des couleurs plus neutres.

## Règlement interne
Le code de conduite se présentait ainsi :
- article 1er : il est interdit de s'écarter du bushido ;
- article 2 : il est interdit de quitter le Shinsen gumi ;
- article 3 : il est interdit de collecter de l'argent en dehors du cadre du Shinsen gumi ;
- article 4 : il est interdit de se mêler de litiges ne concernant pas le Shinsen gumi ;
- article 5 : il est interdit de combattre à son propre compte.

Enfreindre le code de conduite signifiait la condamnation au seppuku. Cependant, les sentences de mort étaient tout de même soigneusement jugées et certaines n'étaient pas appliquées.
Parmi les annexes les plus célèbres, on cite souvent :
- « Si le leader d'une unité (Jokin, Kumichu ou ensuite Fukuchu Jokin) est mortellement blessé dans un combat, tous les membres du groupe qu'il commandait doivent combattre et mourir sur place » ;
- « Même dans un combat où les pertes sont élevées, il est interdit de récupérer les corps des morts, excepté celui du chef du groupe » ;
- « Si un membre du Shinsen gumi combat contre un étranger au groupe, que ce soit en service ou non, s'il est blessé et ne peut pas tuer son ennemi, le laissant ainsi s'enfuir, et ce même si la blessure causée est due à une traîtrise, le membre concerné doit faire seppuku. ».

## Shinsen gumi en fiction
En littérature
- Shinsengumi monogatari (新選組物語?) de Kan Shimozawa
- Shinsengumi keppuroku (新選組血風録?) de Ryōtarō Shiba
- Mibu gishi den de Jirō Asada

Au cinéma
- Assassins d'honneur (新選組, Shinsen gumi?), 1969, film de Tadashi Sawashima
- Gohatto (御法度?), 1999, film de Nagisa Ōshima
- When the Last Sword Is Drawn (壬生義士伝, Mibu gishi den?), 2003, de Yōjirō Takita

Dans les mangas et les animés
- Rurouni Kenshin (Kenshin le vagabond) de Nobuhiro Watsuki
- Peacemaker Kurogane de Nanae Chrono (en)
- Kaze Hikaru de Taeko Watanabe (en)
- Hakuouki shinsengumi kitan d'Osamu Yamasaki
- Gintama de Hideaki Sorachi
- Golden Kamui de Satoru Noda
- Hokusou Shinsengumi et Kotetsu no hana d'Aya Kanno (Corps et Âme, Éditions Delcourt Akata)
- Tengu de Hideki Mori d'après le roman Kurama tengu de Jirō Osaragi
- Mibu Gishi Den de Takumi Nagayasu et de Jiro Asada
- Chiruran - Shinsengumi Chinkonka de Eiji Hashimoto et de Shinya Umemura
- L'habitant de l'infini - Bakumatsu de Ryu Suenobu et de Renji Takigawa, supervision de Hiroaki Samura

## Honneurs
L'astéroïde (5815) Shinsengumi porte son nom.